# Godswill Ekpolo
Elohor Godswill Ekpolo, född 14 maj 1995 i Benin City, är en nigeriansk fotbollsspelare som spelar för IFK Norrköping.

## Karriär

### Tidig karriär
Ekpolo är född i Nigeria, men flyttade med sin familj till Spanien som åttaåring. Ekpolo började spela fotboll i Barcelonas akademi, och spelade där fram till sommaren 2018 då han släpptes av klubben.

### Fleetwood Town
I november 2016 värvades Ekpolo av League One-klubben Fleetwood Town. Den 7 november 2016 debuterade han i en 0–0-match mot Southport i FA-cupen.

### Mérida
I januari 2018 gick Ekpolo till spanska Segunda División B-klubben Mérida. Han debuterade den 4 februari 2018 i en 1–0-vinst över FC Jumilla.

### BK Häcken
I juni 2018 värvades Ekpolo av BK Häcken, där han skrev på ett halvårskontrakt med option på ytterligare tre år. Ekpolo gjorde allsvensk debut den 29 juli 2018 i en 1–1-match mot Örebro SK. I oktober 2018 utnyttjades optionen i Ekpolos kontrakt och han skrev på en treårig kontraktsförlängning med Häcken. Efter säsongen 2021 lämnade han klubben.

### IFK Norrköping
Den 29 december 2021 skrev Ekpolo på ett treårskontrakt med IFK Norrköping.

### Apollon Limassol
Efter bara en säsong i Norrköping gick Ekpolo vidare till cypriotiska Apollon Limassol.